# Touit dilectissimus
Touit dilectissimus là một loài chim trong họ Psittacidae.